# Steven Pruitt
Steven Pruitt (San Antonio, 17 aprile 1984) è un funzionario e wikipediano statunitense, noto per essere il detentore del record per il maggior numero di modifiche apportate alla versione inglese di Wikipedia.
Con oltre cinque milioni di modifiche e più di 35.000 articoli creati, nel 2017 è stato nominato dalla rivista Time tra i 25 influencer più importanti su Internet. Pruitt pubblica con lo pseudonimo di "Ser Amantio di Nicolao", un riferimento a un personaggio minore nell'opera Gianni Schicchi di Giacomo Puccini. Combatte i pregiudizi sistemici su Wikipedia per promuovere l'inclusione delle donne attraverso il progetto Women in Red.

## Biografia
Pruitt è nato il 17 aprile 1984 a San Antonio, in Texas, figlio unico di Alla Pruitt, un'immigrata ebrea russa, e Donald Pruitt di Richmond, in Virginia.  Si è laureato alla St. Stephen's & St. Agnes School di Alexandria nel 2002. Ha frequentato il College di William e Mary, dove si è laureato nel 2006 in storia dell'arte.

## Carriera
Pruitt è un funzionario della US Customs and Border Protection, dove lavora gestendo documenti e informazioni.

## Contributo a Wikipedia
Pruitt ritiene di aver apportato la sua prima modifica a Wikipedia nel giugno 2004. Il suo primo articolo su Wikipedia riguardava Peter Francisco, un eroe della guerra rivoluzionaria nato in Portogallo noto come "Virginia Hercules", che è il "bis-bis-bis-bis-bis-bis-bisnonno" di Pruitt. Ha creato il suo profilo nel 2006, quando era senior al College di William e Mary. A febbraio 2019, Pruitt aveva apportato oltre 3 milioni di modifiche a Wikipedia, più di qualsiasi altro utente sulla Wikipedia in inglese. Ha superato il record per il maggior numero di modifiche stabilito dall'utente Justin Knapp nel 2015. I suoi contributi su Wikipedia includono la creazione di articoli su oltre 600 donne, al fine di contrastare il divario di genere del sito.

## Vita privata
Gli interessi non legati a Wikipedia di Pruitt includono il Capitol Hill Chorale, un coro in cui canta. È anche un appassionato di opera.

## Riconoscimenti
- "Le 25 persone più influenti su Internet" (Time, 2017)